# 106 av. J.-C.
Cette page concerne l'année 106 av. J.-C. du calendrier julien proleptique.

## Événements
- 30 septembre 107 av. J.-C. (1er janvier 648 du calendrier romain) : début à Rome du consulat de Quintus Servilius Caepio et Caius Atilius Serranus[1].
  - La lex Servilia Caepionis institue des jurys mixtes de sénateurs et de chevaliers dans les cours chargées de juger les extorsions de fonds éventuellement commises par des magistrats romains en province. Des jurys exclusivement équestres sont restaurés en 103 av. J.-C. par la lex Servilia Glauciae[2].
  - Guerre de Jugurtha : Caius Marius reçoit le renfort de Sylla et les deux hommes battent plusieurs fois Jugurtha et Bocchus dans la région de Cirta[3].
- Décembre : triomphe de Quintus Caecilius Metellus qui prend le titre de Numidicus[3].

- Première ambassade chinoise auprès de Mithridate II, roi des Parthes. Des contacts réguliers s’établissent entre les deux empires[4].
- La cité gauloise de Tolosa (Toulouse) est prise par les Romains conduits par le consul Servilius Caepio. Ils se seraient emparés du trésor des Volques Tectosages, l'Or de Toulouse, qui envoyé à Massilia  disparait pendant le voyage[5].

## Naissances en 106 av. J.-C.
- 2 octobre 107 av. J.-C. du calendrier julien (3 janvier 648 du calendrier romain)[1] : Cicéron, Marcus Tullius Cicero (en latin), homme d’État romain et auteur latin. († 7 décembre 43 av. J.-C.).
- 15 juillet (29 septembre 648 du calendrier romain)[1] : Pompée, Cnaeus Pompeius Magnus (en latin), général et homme d’État romain († 48 av. J.-C.).